# Hilaire Belloc
Joseph Hilaire Pierre René Belloc (La Celle-Saint-Cloud, 27 de julho de 1870 — Guildford, Surrey, 16 de julho de 1953) foi um escritor britânico.
É reconhecido por, juntamente com outros católicos (G. K. Chesterton, Cecil Chesterton, Arthur Penty), haver previsto o sistema sócio-económico do distributismo.

## Biografia
Joseph-Pierre Hilaire Belloc nasceu em França, nos arredores de Paris, em La Celle-Saint-Cloud, a 27 de Julho de 1870, filho de um advogado francês casado com uma inglesa (Bessie Rayner Parkes), pertencente à alta burguesia, proveniente do protestantismo e convertida ao catolicismo e que foi muito activa nos primórdios do movimento feminino pró-sufrágio.
A educação de Belloc foi quase inteiramente britânica, após a morte do pai, começando na Oratory School em Birmingham, uma escola católica e continuando no Balliol College, em Oxford, pela qual se licenciou em História, em 1894, com “the highest honors”.
Casou com uma americana, Elodie Hogan, em 1896.
Em 1902 tornou-se súbdito britânico, por naturalização, e durante alguns anos (1906-1910) foi membro do Parlamento Britânico, sob as cores do Partido Liberal.
Em Oxford revelou-se um excelente orador e parece não haver grandes dúvidas de que poderia, se quisesse, ter tido uma carreira distinta na política. Mas acabou por escolher a escrita como o seu campo de acção e, na verdade, missão, e tornou-se um dos mais prolixos e diversificados - atendendo à diversidade de temáticas e de estilos - autores na longa história da literatura inglesa.
Quando morreu, a 16 de Julho de 1953, com quase 83 anos de idade, Belloc deixava para trás cerca de cem livros publicados e um vasto número de ensaios avulsos, artigos, recensões e discursos. Uma das mais controversas figuras do seu tempo, foi, também, um dos mais respeitados e venerados, pela sua cultura, visão, vigor e brilhantismo de estilo literário.
Escreveu muito sobre História, incluindo uma História de Inglaterra em quatro volumes, e vários tratamentos histórico e biográficos da Revolução Francesa – um acontecimento com uma quase obsessiva influência no pensamento de Belloc -, mas os seus escritos historiográficos ocuparam relativamente  pequeno espaço na totalidade da sua bibliografia.
Ele era crítico literário e analista social e político, um incessante polemista em muitas áreas, jornalista, novelista e sobretudo, poeta.
Os seus poemas podem ser encontrados em muitas antologias de poesia inglesa, mas a sua primeira aventura neste campo foi a dos versos com non sense. O seu livro The Bad Child’s Book of Beasts, escrito enquanto se encontrava em Oxford, em 1896, gerou uma atenção imediata e é considerado nos nossos dias como um clássico.
Belloc escreveu mais de 150 obras. Entre elas poesia, polêmica, romance, não-ficção, ficção, tratados de literatura e literatura crítica. Com sucesso em todas as áreas, obteve nobre destaque em livros de conto infantil e literatura de não-ficção.
Encontra-se sepultado em Our Lady Of Consolation and St Francis Churchyard, West Grinstead, West Sussex na Inglaterra.

## Trabalhos
- "A Last Word on Calderon," The Irish Monthly, Vol. 19, No. 219, Set. 1891.
- "A Conscript’s View of the French Army," The Contemporary Review, Vol. LXIII, Junho 1893.
- "The Liberal Tradition." In Essays in Liberalism, Cassell & Company, 1897.
- "'Democracy and Liberty' Reviewed," The Catholic World, Vol. LXVI, Outubro 1897/Março 1898.
- "The Historian," The Living Age, Vol. IX, Outubro/Dezembro 1900.
- "The Sea-Fight of Ushant," Scribner's, Vol. XXXIV, No. 2, agosto 1903.
- "The Cambridge History of the French Revolution," The Bookman, Vol. XXVI, No. 156, Setembro 1904.
- "The Protectionist Movement in England," The International Quarterly, Vol. X, Outubro 1904/Janeiro 1905.
- "The Young Napoleon," The Bookman, Vol. XXVIII, No. 166, Julho 1905.
- "Napoleon II," The Bookman, Vol. XXIX, No. 170, Novembro 1905.
- "Ten Pages of Taine," The International Quarterly, Vol. XII, Outubro 1905/Janeiro 1906.
- "Contemporary France," The Bookman, Vol. XXIX, No. 173, Fevereiro 1906.
- "Thoughts About Modern Thought," The New Age, Vol. II, No. 6, 7 Dez. 1907.
- "Limits of Direct Taxation," The Contemporary Review, Vol. XCIII, Fevereiro 1908.
- "Not a Reply," The New Age, Vol. II, No. 15, 8 Fev.1908.
- "A Question," The New Age, Vol. II, No. 21, 21 Mar. 1908.
- "The Inflation of Assessment," The Dublin Review, Vol. CXLII, No. 284-285, Janeiro/Abril 1908.
- "The Recess and the Congo," The New Age, Vol. III, No. 15, 8 Agosto 1908.
- "The Taxation of Rent," The Dublin Review, Vol. CXLV, No. 290-291, Julho/Outubro 1909.
- "The International. I. The Ferrer Case," The Dublin Review, Vol. CXLVI, No. 292-293, Janeiro/Abril 1910.
- "The International. II. The Motive Case," The Dublin Review, Vol. CXLVI, No. 292-293, Janeiro/Abril 1910.
- "The French Revolution,". as part of "The Home University Library of Modern Knowledge," Henry Holt and Company, 1911
- "Lord Acton on the French Revolution," The Nineteenth Century and After, Vol. LXIX, Janeiro/Junho 1911.
- "The Economics of ‘Cheap’," The Dublin Review, Vol. CXLVIII, No. 296-297, Janeiro/Abril 1911.
- "The Catholic Conscience of History," The Catholic World, Vol. XCII, Outubro 1910/Março 1911.
- "What was the Roman Empire?," The Catholic World, Vol. XCII, Outubro 1910/Março 1911.
- "What was the Church in the Roman Empire?," The Catholic World, Vol. XCII, Outubro 1910/Março 1911.
- "What was the ‘Fall’ of the Roman Empire?," The Catholic World, Vol. XCII, Outubro 1910/Março 1911.
- "The Beginnings of the Nations," The Catholic World, Vol. XCII, Outubro 1910/Março 1911.
- "What Happened in Britain," Part II, The Catholic World, Vol. XCIII, Abril/Setembro 1911.
- "The Middle Ages," The Catholic World, Vol. XCIII, Abril/Setembro 1911.
- "The Dark Ages," The Catholic World, Vol. XCIII, No. 556, Abril/Setembro 1911.
- "On a Method of Writing History," The Dublin Review, Vol. CXLIX, No. 298-299, Julho/Outubro 1911.
- "Catholicism and History," The Dublin Review, Vol. CXLIX, No. 298-299, Julho/Outubro 1911.
- "What was the Reformation?," Part II, The Catholic World, Vol. XCIV, Outubro 1911/Março 1912.
- "The Results of the Reformation," Part II, The Catholic World, Vol. XCIV, Outubro 1911/Março 1912.
- "The Entry Into the Dark Ages," The Dublin Review, Vol. CL, No. 300-301, Janeiro/Abril 1912.
- "On a Very Special Calling," The Century Magazine, Vol. LXXXIV, No. 1, Maio 1912.
- "The Fairy Omnibus," The Century Magazine, Vol. LXXXIV, No. 3, Julho 1912.
- "On the Secret of Diplomatic Success," The Century Magazine, Vol. LXXXIV, No°. 6, Outubro 1912.
- "The Servile State," Everyman, Vol. I, No. 7, 29 Nov, 1912.
- "On a Great Wind." In A Century of Great Essays, J. M. Dent & Sons, 1913.
- "Should Lloyd George Imitate Napoleon?," Everyman, Vol. I, No. 23, 21 Março 1913.
- "The Battle of Waterloo," Everyman, Vol. II, No. 27, 18 Abril 1913.
- "Professor Bury’s History of Freedom of Thought," The Dublin Review, Vol. CLIV, No. 308-309, Janeiro/Abril 1914.
- "The Church and French Democracy," Part II, Part III, Part IV, Part V, The Catholic World, Vol. XCVIII, Outubro 1913/Março 1914; Part VI, Vol. XCIX, Abril/Setembro 1914.
- "The Modern French Temper," The Dublin Review, Vol. CLV, No. 310-311, Julho/Outubro 1914.
- The Historic Thames, Wayfarers Library, J.M. Dent & Sons, 1914.
- "The Geography of the War," The Geographical Journal, Vol. 45, No. 1, Jan. 1915.
- "High Lights of the French Revolution," The Century Magazine, Vol. LXXXVIII, No. 5, Setembro 1914; Part II, No. 6, Outubro 1914; Part III, Vol. LXXXIX, No. 2, Dezembro 1914; Part IV, N°. 4, Fevereiro 1915; Part V, N°. 6, Abril 1915.
- "The Economics of War," The Dublin Review, Vol. CLVI, No. 312-313, Janeiro/Abril 1915.
- "Certain Social Tendencies of the War," The New Age, Vol. XIX, No. 8, 1916, pp. 174–175.
- "A Page of Gibbon," The Dublin Review, Vol. CLIX, No. 314-315, Julho/Out. 1916.
- "The Re-creation of Property," The New Age, Vol. XX, No. 6, 1916, pp. 125–127.
- "The Present Position and Power of the Press," The New Age, Vol. XX, No. 7, 1916, pp. 150–151.
- "The Present Position and Power of the Press," The New Age, Vol. XX, No. 8, 1916, pp. 173–175.
- "The Present Position and Power of the Press," The New Age, Vol. XX, No. 9, 1916, pp. 197–199.
- "The Present Position and Power of the Press," The New Age, Vol. XX, No. 10, 1917, pp. 221–222.
- "The Press," The New Age, Vol. XX, No. 10, 1917, p. 237.
- "The Present Position and Power of the Press," The New Age, Vol. XX, No. 11, 1917, pp. 245–246.
- "The Present Position and Power of the Press," The New Age, Vol. XX, No. 12, 1917, pp. 271–272.
- "The Present Position and Power of the Press," The New Age, Vol. XX, No. 13, 1917, p. 294.
- "The Present Position and Power of the Press," The New Age, Vol. XX, No. 14, 1917, pp. 317–318.
- "A Landmark," The New Age, Vol. XX, No. 22, 1917, pp. 509–510.
- "Socialism and the Servile State," The Catholic World, Vol. CV, Abril/Set. 1917.
- "The Priest," The Catholic World, Vol. CV, Abril/Setembro 1917.
- "A Preface to Gibbon," Studies: An Irish Quarterly Review, Vol. 6, No. 24, Dec. 1917.
- "A Political Survey," Land & Water, Vol. LXX, No. 2904, Janeiro 1918.
- "The Prime Minister’s Speech," Land & Water, Vol. LXX, No. 2905, Janeiro 1918.
- "The New State in Europe," Part III; Part IV, Land and Water, No. 2909, Fevereiro 1918.
- "Enemy Reinforcement," Land and Water, Vol. LXX, No. 2910, Fevereiro 1918.
- "The Meaning of Ukraine," Land and Water, Vol. LXX, No. 2911, Fevereiro 1918.
- "German War Medals," Land and Water, Vol. LXX, No. 2911, Fevereiro 1918.
- "The Public Mood," Land and Water, Vol. LXX, No. 2912, Fevereiro 1918.
- "The German Offer," Land and Water, Vol. LXX, No. 2913, Março 1918.
- "East and West," Land and Water, Vol. LXX, No. 2914, Março 1918.
- "The Great Battle," Land and Water, Vol. LXX, No. 2916, Março 1918; Part II, Vol. LXXI, No. 2917, Abril 1918.
- "The Continued Battle," Land and Water, Vol. LXXI, No. 2918, Abril 1918.
- "Battle of the Lys," Land and Water, Vol. LXXI, No. 2919, Abril 1918.
- "The American Effort," Land and Water, Vol. LXXI, No. 2921, Maio 1918.
- "The Delay and the Attack," Land and Water, Vol. LXXI, No. 2925, Maio 1918.
- "Battle of the Tardenois," Land and Water, Vol. LXXI, No. 2926, Junho 1918.
- "Battle of the Matz," Land and Water, Vol. LXXI, No. 2929, Junho 1918.
- "The Distributist State," Part II, The Catholic World, Vol. CVI, Outubro 1917/Março 1918.
- "Gibbon and the True Cross," Studies: An Irish Quarterly Review, Vol. 7, No. 26, Jun. 1918.
- "Gibbon and the Temporal Power," Studies: An Irish Quarterly Review, Vol. 7, No. 27, Set. 1918.
- "On the Word ‘Christianity’," The Catholic World, Vol. CVII, Abril/Set. 1918.
- "State Arbitration in Peril." In The Limits of State Industrial Control, J. M. Dent & Son Ltd., 1919.
- "The Recovery of Europe," The Lotus Magazine, Vol. 10, No. 1, Jan. 1919; Part II, Vol. 10, No. 2, Fev. 1919.
- "A Visit to Strassburg," The Living Age, Vol. XIV, No. 693, Abril 1919.
- "Vanished Towns," The Living Age, Vol. 14, No. 709, Maio 1919.
- "Paris and London – A Study in Contrasts," The Living Age, Setembro 1919.
- "Three British Criticisms of Ludendorff," The Living Age, Novembro 1919.
- "Gibbon and Julian the Apostate," Studies: An Irish Quarterly Review, Vol. 8, No. 32, Dec. 1919.
- "An Essay on Controversy," The Living Age, Março 1920.
- "Cursing the Climate," The Living Age, Março 1920.
- "The House of Commons," The New Age, Vol. XXVI, No. 12, 1920, pp. 183–184.
- "The House of Commons: II," The New Age, Vol. XXVI, No. 13, 1920, pp. 197–199.
- "The House of Commons: III," The New Age, Vol. XXVI, No. 14, 1920, pp. 216–218.
- "The House of Commons: IV," The New Age, Vol. XXVI, No. 15, 1920, pp. 233–235.
- "The House of Commons: V," The New Age, Vol. XXVI, No. 16, 1920, pp. 249–250.
- "The House of Commons: VI," The New Age, Vol. XXVI, No. 17, 1920, pp. 265–267.
- "The House of Commons: VIII," The New Age, Vol. XXVI, No. 18, 1920, pp. 285–287.
- "The House of Commons: IX," The New Age, Vol. XXVI, No. 20, 1920, pp. 316–318.
- "The House of Commons: X," The New Age, Vol. XXVI, No. 21, 1920, pp. 333–335.
- "The House of Commons: XI," The New Age, Vol. XXVI, No. 22, 1920, pp. 348–340.
- "The House of Commons: XII," The New Age, Vol. XXVI, No. 23, 1920, pp. 364–365.
- "The House of Commons: XIII," The New Age, Vol. XXVI, No. 24, 1920, pp. 380–383.
- "The House of Commons: XIV," The New Age, Vol. XXVII, No. 2, 1920, pp. 21–24.
- "The Led," The New Age, Vol. XXVII, No. 4, 1920, pp. 52–53.
- "An Example," The New Age, Vol. XXVII, No. 9, 1920, pp. 133–134.
- "On Accent," The Living Age, Junho 1920.
- "An Analysis of the 'Lettres Provinciales'," Studies: An Irish Quarterly Review, Vol. 9, No. 35, Set. 1920.
- "Madame Tussaud and Her Famous Waxworks," The Living Age, Setembro 1920.
- "On Progress," Studies: An Irish Quarterly Review, Vol. 9, No. 36, Dez. 1920.
- "The Mowing of a Field." In Modern Essays, Harcourt, Brace & Company. Nova York, 1921.
- "The Death of St. Martin," The Living Age, Fevereiro 1921.
- "Dante the Monarchist," The Catholic World, Vol. CXIII, Setembro 1921.
- "On Foreign Affairs," The New Age, Vol. XXIX, No. 22, 1921, pp. 257–258.
- "On Foreign Affairs: II," The New Age, Vol. XXIX, No. 23, 1921, pp. 268–269.
- "On Foreign Affairs: III," The New Age, Vol. XXIX, No. 24, 1921, pp. 279–280.
- "On Foreign Affairs: IV," The New Age, Vol. XXIX, No. 25, 1921, pp. 291–293.
- "Question and Answer," The New Age, Vol. XXIX, No. 26, 1921, p. 304.
- "Gibbon and the Ebionites," The Dublin Review, Vol. CLXIX, No. 339, Outubro/Dezembro 1921.
- "On the Approach of an Awful Doom." In Modern English Essays, J. M. Dent & Sons. Londres, 1922.
- "On a Unknown Country." In Modern English Essays, J. M. Dent & Sons. Londres, 1922.
- "On Kind Hearts Being More Than Coronets," The Living Age, Julho 1922.
- "Al Wasal, or the Merger," The Living Age, Vol. CCCXV, No. 4093, 16 Dezembro 1922.
- "The American Alliance," The Living Age, Junho 1923.
- "On the Cathedral at Seville and ‘The Misantrophe’," The Bookman, Vol. LVIII, No. 4, Dezembro 1923.
- "Hoko and Moko," The Living Age, Fevereiro 1924.
- "A Catholic View of Religious America," The Century Magazine, Abril 1924.
- "Wash Day – British and American Style," The Outlook, Abril 1924.
- "A Pedestrian in Spain," The Living Age, Novembro 1924.
- "Gibbon and the First Council of Ephesus," Studies: An Irish Quarterly Review, Vol. 13, No. 51, Set. 1924; Part II, Vol. 13, No. 52, Dec. 1924.
- "Nordic or Not?," The Living Age, Abril 1925.
- "A Chinese Litany of Odd Numbers," The Living Age, Junho 1925.
- "Mrs. Piozzi’s Rasselas," The Saturday Review, Vol. II, No. 3, agosto 1925.
- "The Reproof of Gluttony," The Forum, Vol. LXXVI, No. 3, Setembro 1926.
- "Vathek," The Saturday Review, Vol. IV, No. 12, Outubro 1927.
- "Carlyle's French Revolution." In Modern Essays, Selected by Norman G. Brett-James, Dutton, 1930.
- "The Peril to Letters," The Living Age, Janeiro 1930.
- "Advice to a Young Man," The Living Age, Março 1930.
- "Mark My Words!," The Saturday Review, Vol. VII, No. 34, Março 1931.
- "On Translation," Part II, The Living Age, Set./Out.1931.
- "Machine versus Man," The Living Age, Junho 1932.
- "Britain’s Secret Policy," The Living Age, Dezembro 1932.
- "The Restoration of Property," Part II, Part III, Part IV, Part V, Part VI, The American Review, Abril/Nov;1933.
- "Man and the Machine." In Science in the Changing World, George Allen & Unwin Ltd., 1933.
- "Science and Religion," The American Review, Vol. II, No. 4, Fevereiro 1934.
- "Parliament and Monarchy," The American Review, Vol. II, No. 5, Março 1934.
- "Dimnet and the French Mind," The Saturday Review, Vol.  XI, No. 36, Março 1935.
- "Gilbert Keith Chesterton," The Saturday Review, Vol. XVI, No. 10, Julho 1936.
- "G. K. Chesterton and Modern England," Studies: An Irish Quarterly Review, Vol. 25, No. 99, Set. 1936.
- "The New League," The American Review, Vol. VIII, No. 1, Novembro 1936.
- "A Letter to Bernard Shaw," The American Review, Vol. VIII, No. 3, Janeiro 1937.
- "English Monarchy," The American Review, Vol. VIII, No. 4, Fevereiro 1937.
- "Two Texts," The American Review, Vol. IX, No. 1, Abril 1937.
- "Neither Capitalism Nor Socialism," The American Mercury, Vol. XLI, No. 163, Julho 1937.
- "The Way Out," Social Justice, Fevereiro 1938.
- "The Problem Stated," Social Justice, Março 1938.
- "The Wage Worker," Social Justice, Março 1938.
- "Insufficiency and Insecurity," Social Justice, Março 1938.
- "Ruin of the Small Owner," Social Justice, Março 1938.
- "Ruin of the Small Store Keeper," Social Justice, Abril 1938.
- "The Proletarian Mind," Social Justice, Abril 1938.
- "Usury," Social Justice, Abril 1938.
- "The Disease of Monopoly," Social Justice, Abril 1938.
- "Capitalism Kills Its Own Market," Social Justice, Maio 1938.
- "The Suppressed Truth," Social Justice, Maio 1938.
- "The End Is Slavery," Social Justice, Maio 1938.
- "The Way Out," Social Justice, Junho 1938.
- "Communism – the Theory," Social Justice, Junho 1938.
- "Communism Is Wicked," Social Justice, Junho 1938.
- "Communism Has Failed," Social Justice, Junho 1938.
- "Property," Social Justice, Julho 1938.
- "Secured Capitalism," Social Justice, Julho 1938.
- "The Way Out," Social Justice, Julho 1938.
- "The Way Out: The Differential Tax," Social Justice, Julho 1938.
- "The Way Out: The Guild System," Social Justice, Agosto 1938.
- "The Way Out: The Small Producer," Social Justice, Agosto 1938.
- "The Small Distributor," Social Justice, agosto 1938.
- "The Way Out: The Functions of the State," Social Justice, Agosto 1938.
- "The Way Out: Summary and Conclusion," Social Justice, Agosto 1938.
- "Prussia Not Hitler Must Perish," The Living Age, Janeiro 1940.
- "An English Need," The Irish Monthly, Vol. 68, No. 804, Jun. 1940.
- "Hitler Loses Round One," The Living Age, Dezembro 1940.

### Miscelânea
- James Anthony Froude, Essays in Literature and History, com introdução de Hilaire Belloc, J.M. Dent & Sons, 1906.
- Thomas Carlyle, The French Revolution: A History, com introdução de Hilaire Belloc, J.M. Dent & Sons, 1906.
- Johannes Jörgensen, Lourdes, com prefácio de Hilaire Belloc, Longmans, Green & Co., 1914.
- Hoffman Nickerson, The Inquisition, com prefácio de Hilaire Belloc, John Bale, Sons & Danielsson Ltd., 1923.
- P. G. Wodehouse, (ed.), "On Conversations in Trains." - A Century of Humour, Hutchinson & Co., 1934.
- Brian Magee, The English Recusants, com introdução de Hilaire Belloc, Burns Oates & Washbourne Ltd., 1938.
- C. John McCloskey, (ed.), The Essential Belloc: A Prophet for Our Times, Saint Benedict Press, 2010.